# 靳江河
靳江河，又名“靳江”，古称“瓦官水口”，为湘江下游西侧一级支流，位于湖南省长沙市境内。因河道经宁乡市麻阳绕经楚大夫靳尚墓前而名“靳江”。靳江发源于宁乡市白鹤山寨子冲，自西向东流经宁乡市、和望城区，然后于岳麓区的柏家洲附近汇入湘江。全长87.5公里，流域面积781平方公里。